# Endomorfia
Endomorfia se refere a gordura relativa, apresentando como principais características corporais o arredondamento das curvas corporais. Considera-se um individuo obeso, um bom exemplo de endomorfia plena, pois o relevo muscular não é facilmente notado. No entanto, aparece um grande volume abdominal, pescoço curto e ombros quadrados. Representa-se por um número variando de ½ a 16. (MARINS; GIANNICHI, 1996; NORTON; OLDS, 1996).